# Jari Pietsch
Jari Pietsch (* 5. Januar 1991 in Berlin) ist ein ehemaliger deutscher Eishockeyspieler, der zuletzt beim EHC Bayreuth in der Eishockey-Oberliga unter Vertrag stand.

## Karriere
Jari Pietsch begann seine Karriere als Eishockeyspieler in seiner Heimatstadt Berlin zunächst in der Nachwuchsabteilung des BSC Preussen. Im Alter von 12 Jahren wechselte er zu den Eisbären Juniors Berlin, für die er von 2006 bis 2009 in der Deutschen Nachwuchsliga aktiv war. Parallel kam er in der Saison 2008/09 zu seinem Debüt in der Oberliga für die zweite Mannschaft die Eisbären Berlin die Eisbären Juniors, für die er in den folgenden zwei Jahren auflief. Zudem bestritt er vier Spiele für die Profimannschaft der Dresdner Eislöwen in der 2. Bundesliga.
Zur Saison 2010/11 wechselte er vollständig 2. Bundesliga, wo Pietsch sich einen Stammplatz bei den Dresdner Eislöwen erarbeitete und in insgesamt 56 Spielen ein Tor erzielte und zwei Vorlagen gab. Vor der folgenden Saison unterschrieb Pietsch einen Zweijahresvertrag und gehörte damit weiter zum Kader der Eislöwen, fiel aber ab Dezember 2011 bis in die folgende Saison hinein krankheitsbedingt aus. Nach seinem Comeback konnte Pietsch sich erneut einen Stammplatz erarbeiten und erzielte in der Saison 2012/13 4 Tore und gab weitere 4 Torvorlagen.
Zur Saison 2013/14 zog er für sein Studium nach Bayreuth und spielte für die Bayreuth Tigers in der Oberliga Süd. Mit Bayreuth erreichte er das Halbfinale und erzielte in der Saison 10 Tore und gab 17 Torvorlagen. In der folgenden Saison warfen ihn einige kleinere Verletzungen zurück, dennoch erzielte er 11 Tore und 10 Torvorlagen und konnte abermals mit den Bayreuth Tigers ins Halbfinale einziehen.

### International
Für Deutschland nahm Pietsch an der U18-Junioren-Weltmeisterschaft 2009 in Fargo, North Dakota teil. Im Turnierverlauf blieb er in sechs Spielen punktlos und erhielt acht Strafminuten.
Insgesamt absolvierte Pietsch 23 Länderspiele für die U18-Nationalmannschaft und acht für die U19-Nationalmannschaft sowie zwei weitere für die U20-Nationalmannschaft.